# Land-grant
Mit dem Anglizismus Land-grant (oder vereinfacht Grant) werden Landvergaben in den neuenglischen und spanischen Kolonien von Nordamerika bezeichnet. Diese Landvergaben beinhalten die Vergabe von Land als Geschenk oder günstiges Kaufangebot oder die Vergabe von Nutzungsprivilegien. Auch die Vergabe als Belohnung für Dienstleistungen oder als Gegenleistung für geleisteten Militärdienst war möglich. Dies geht zurück auf das Aerarium militare, bei denen im Römischen Reich Veteranen vom Staat Land als Pension übereignet bekamen.

## Erste Landvergaben
Zu ersten Landvergaben kam es im 16. Jahrhundert. Am 11. Juni 1578 erhielt Humphrey Gilbert durch Königin Anne ein auf sechs Jahre gewährtes Privileg, Land in Neufundland zu erkunden und in Besitz zu nehmen, welches noch nicht in europäischen Händen ist. Des Weiteren war ihm gestattet, andere (auch Ureinwohner) von diesem Land zu vertreiben, eine Kolonie zu gründen und das Land an Siedler zu vergeben, im Namen der Krone und unter Gesetzen, die ähnlich wie die englischen Gesetze waren.
Die Virginia Company erhielt am 10. April 1606 von König James I. das Recht, Gebiete auf dem amerikanischen Kontinent zu erschließen. Dazu wurden zwei Gesellschaften gegründet, die Virginia Company of London und die Virginia Company of Plymouth, welche das Gebiet unter sich aufteilten und durch die in England ansässige Behörde Council of Virginia beaufsichtigt wurden.
Der London and Bristol Company wurde am 2. Mai 1610 durch König James I. das Recht übertragen, die Halbinsel Avalon zu bewirtschaften.
Auch die Society of Merchant Venturers beteiligte sich an der Erschließung der Neuenglischen Kolonien.
Hieraus entwickelten sich in Folge der Britischen Kolonisierung Amerikas eine Reihe von Kolonien, die Land an Siedler vergaben.
Zu den ersten dieser Grants gehörte das Patent vom 10. August 1622 aus dem die Province of Maine hervorging. Das Plymouth Council for New England eine Aktiengesellschaft, die durch einen königlichen Erlass das Recht hatte Siedlungen entlang der Küste von Nordamerika zu vergeben, erhielten Ferdinando Gorges und John Mason.

## New Hampshire Grants
Als erster Gouverneur von New Hampshire vergab Benning Wentworth zwischen 1749 und 1764 Landflächen im Rahmen der New Hampshire Grants gewinnbringend zumeist an Landspekulanten, die die Ländereien an Siedler weiterverkauften. Die Grants umfassten in der Regel ein Gebiet, welches 6 auf 6 Meilen (9,6 km, somit etwa 92,2 km²) Größe umfasste. Ausgerufen wurde es zum Preis von £ 20. Die Kosten teilten sich die neuen Eigentümer. Die Landflächen wurden in etwa 65 Teile geteilt, von denen ein Teil für die Missionsorganisation der Kirche von England, einer für die Kirche von England, einer für den ersten Geistlichen der neuen Gemeinde, einer für die Schule der zukünftigen Gemeinde und zwei für Benning Wentworth reserviert waren. Einige der Grants verfielen, da die Gebühr nicht entrichtet wurde. Diese wurden neu ausgerufen und vergeben. Die Siedler waren verpflichtet, für jedes Grundstück jährlich einen Schilling an den König oder seinen Vertreter zu zahlen.
Teilweise überschnitten sich die Vergaben für Ländereien mit denen der Provinz New York. Dies führte in Folge zu erheblichen Grenzstreitigkeiten, die dazu führten, dass das Gebiet der New Hampshire Grants nicht wie eigentlich geplant als eigenständiger Bundesstaat Vermont zu den Gründungsstaaten der Vereinigten Staaten gehörte, sondern zunächst 1777 die Vermont Republic gegründet wurde, die dann nach Beilegung der Streitigkeiten und der Zahlung von 30.000 Spanische Dollar an New York 1791 als 14. Bundesstaat den Vereinigten Staaten beitrat.

## Vermont Carter
Der Richter John Jay, der dieses Urteil sprach, bekam vom Staat Vermont 1792 ein Drittel der Town Jay, die nach ihm benannt wurde, als Geschenk zugesprochen, ein weiteres Drittel bekam sein Mitarbeiter John Crozine und das letzte Drittel ging an den Gouverneur von Vermont, Thomas Chittenden, dem der Staat Vermont noch 350 Pounds Entlohnung schuldete.
Der junge Bundesstaat Vermont behielt die Praxis der Landvergabe bei, um über dieses Instrument Einnahmen zu erzielen und damit seinen Haushalt zu finanzieren. Teilweise tätigten einige Käufer diese Grants weniger um des Landes willen, mehr, um den Staat zu unterstützen. Diese Grants werden als Vermont Carter bezeichnet.

## Land-grant University
Das Verfahren der Land-grants wurde später genutzt, um die Gründung beziehungsweise Finanzierung von staatlichen Universitäten in den Vereinigten Staaten sicherzustellen. Dieses beruhte auf zwei in den Jahren 1862 und 1890 beschlossenen Gesetzen, den Morrill Land-Grant Colleges Acts. Benannt nach dem Initiator Justin Smith Morrill. Den Bundesstaaten wurde von der Bundesregierung Landbesitz übertragen und mit den Erträgen aus dem Verkauf oder der Nutzung konnten die Kosten für die Gründung und den Unterhalt der Hochschulen bestritten werden. Insgesamt wurden 69 Hochschulen gegründet und als Land-grant Universities bezeichnet. Schwerpunktmäßig war die Ausrichtung der Hochschulen gemäß den Bestimmungen des Gesetzes die Agrarwirtschaft sowie die Ingenieurs- und Militärwissenschaften.